# Caso LICOPA
Caso LICOPA ou affair LICOPA (em francês:  l'affaire LICOPA) foi um conflito diplomático entre a República Popular do Congo (Congo-Brazzaville) e o Zaire (atual República Democrática do Congo) durante a Guerra Fria no início dos anos 1970. No momento em que os dois Estados vizinhos se encontraram em lados opostos na política da Guerra Fria, com o Zaire sob Mobutu Sese Seko um aliado ocidental, e o Congo, um Estado socialista alinhado com a União Soviética.
As autoridades zairenses alegaram que a embaixada congolesa em Kinshasa tinha funcionado como um intermediário entre a Liga Congolesa para a Paz e a Amizade entre os Povos (LIgue COngolaise pour la Paix et l'Amitié entre les peuples, LICOPA; 'licopa' é também uma palavra lingala para 'complô secreto') e os 'subversivos' do Zaire. De acordo com o Zaire, a LICOPA treinou ativistas da oposição zairenses.  Várias pessoas acusadas de envolvimento com a LICOPA foram presas no Zaire, enquanto outras foram forçadas ao exílio. 
Em 21 de agosto de 1971, o Zaire declarou o agente diplomático congolês em Kinshasa, o tenente Eyabo, como uma persona non grata.
Numa tentativa de revitalizar as relações entre o Congo e o Zaire, as autoridades congolesas realizaram prisões para apaziguar o Zaire. Um dos presos foi Ando Ibarra, que havia sido acusado in absentia num tribunal de Kinshasa de colocar em perigo a segurança nacional e espalhar "falsos rumores" no exército zairense. Ibarra foi condenado a três anos de prisão no Congo. 
Contudo, o Congo nunca admitiu que houvesse qualquer ligação entre Ibarra e o tenente Eyado (como reivindicado pelo Zaire). Depois de ser libertado, Ibarra foi banido do Congo por dez anos. 